# Buriko General Interpreter

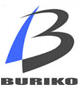
Logotype de Buriko General Interpreter.

Buriko General Interpreter, abrégé en BGI, stylisé en BURIKO General Interpreter et également appelé Ethornell (エトーネル, Etōneru) est un moteur de jeu propriétaire polyvalent développé par la société par actions japonaise Buriko (株式会社ブリコ, Kabushikigaisha buriko). Bien qu'Ethornell soit polyvalent, il est surtout utilisé pour développer des jeux d'aventures de type visual novel. L'environnement d'exploitation n'est que disponible sur Windows. Auparavant, il était développé individuellement par Darios Sawm. Une tentative de projet open source se développant via rétro-ingénierie du moteur initial est actuellement en cours.

## Œuvres utilisant Buriko General Interpreter
En résumé, les entreprises l'utilisant le plus sont August, Sprite, Makura, Lump of Sugar, Overdrive (et MangaGamer, entreprise à l'origine d'une collaboration entre Overdrive et d'autres entreprises), KeroQ et ses filiales, le studio Jaren, ses filiales et le studio Charen, Navel et les différents studios de Grand Cru.